# Canada Open 1999
Il Canada Open 1999 (conosciuto anche come du Maurier Open per motivi di sponsorizzazione) è stato un torneo di tennis giocato sul cemento. È stata la 110ª edizione del Canada Open, che fa parte della categoria Super 9 nell'ambito dell'ATP Tour 1999, e della categoria Tier I nell'ambito del WTA Tour 1999.
Il torneo maschile si è giocato al du Maurier Stadium di Montréal in Canada, dal 2 all'8 agosto 1999, quello femminile al National Tennis Centre di Toronto in Canada, dal 16 al 22 agosto 1999.

## Campioni

### Singolare maschile
Thomas Johansson ha battuto in finale  Evgenij Kafel'nikov con il punteggio di 1–6, 6–3, 6–3.

### Singolare femminile
Martina Hingis ha battuto in finale  Monica Seles che si è ritirata sul punteggio di 0–6, 6–3, 3–0.

### Doppio maschile
Jonas Björkman /  Pat Rafter  hanno battuto in finale  Byron Black /  Wayne Ferreira con il punteggio di 7–6(5), 6–4.

### Doppio femminile
Jana Novotná /  Mary Pierce hanno battuto in finale  Arantxa Sánchez Vicario /  Larisa Neiland con il punteggio di 6–3, 7–6(3).